# Weverton Pereira da Silva
Weverton Pereira da Silva (Rio Branco, Brasil; 13 de desembre de 1987) és un futbolista professional brasiler que juga com a porter pel Clube Atlético Paranaense de la Sèrie A del Brasil.

## Palmarès

### Campionats internacionals
| Títol         | Club                | País           | Any  |
| ------------- | ------------------- | -------------- | ---- |
| Jocs Olímpics | Selecció del Brasil | Rio de Janeiro | 2016 |